# Bertil Linde
Bertil Linde, född 28 februari 1907 Stockholm, död 25 mars 1990 i Matteus församling, Stockholm, var en svensk ishockey-, bandy- och fotbollsspelare. Han spelade fotboll, bandy och ishockey för Karlbergs BK, mellan åren 1926 och 1938, med en kort avstickare till AIK i början av 1930-talet då han som målvakt spelade en allsvensk fotbollsmatch.
Bertil Linde var med i det svenska ishockeylandslag som kom tvåa i OS i S:t Moritz 1928. Totalt spelade han 20 matcher för Sverige.
Bertil Linde är begravd på Norra begravningsplatsen utanför Stockholm.